# Michaëlle Jean
Michaëlle Jean (n. 6 septembrie 1957, Port-au-Prince, Haiti) este o jurnalistă și om politic din Canada.
A deținut funcția supremă în stat, Guvernator General al Canadei, în perioada 27 septembrie 2005 - 1 octombrie 2010.
A fost decorată cu Marea Cruce a Legiunii de onoare, cu Ordinul Meritului Militar din Canada și este membră a Ordinului de Canada.